# Association sportive de Mandé
L'Association sportive de Mandé est un club omnisports malien de football basé dans la commune IV de Bamako.

## Histoire
Le club est fondé en 1991.

### Football

#### Section masculine
L'AS Mandé est finaliste de la Coupe du Mali en 1991, et se qualifie ainsi pour la Coupe d'Afrique des vainqueurs de coupe 1992, l'AS Real Bamako vainqueur de la Coupe étant qualifié pour la Coupe des clubs champions africains 1992. L'AS Mandé s'incline au premier tour contre les Algériens de l'USM Bel Abbès.
L'AS Mandé est ensuite éliminée au premier tour de la Coupe de l'UFOA 1993, par le club togolais du Gomido FC, et au premier tour de la Coupe de l'UFOA 1994, par le club ivoirien de l'ASC Bouaké.

#### Section féminine
La section féminine débute en 1994 par la création d'un club, Horonya, réunissant l'US Lafiabougou et des dissidentes des Super Lionnes de Hamdallaye, le club qui domine historiquement le football féminin malien. Après être devenu la section féminine de l'AS Mandé, le club absorbe les Tigresses de N’Tomikorobougou et l’AS Dagnouma de Sébénikoro.
Le club remporte le championnat de Bamako en 2004, 2007, 2009, 2010, 2011, 2013 et 2014. 
L'AS Mandé remporte la première édition du championnat du Mali féminin en 2017, la deuxième édition en 2021 et la troisième édition en 2022.
L'AS Mandé est vainqueur de la Coupe du Mali féminine en 2012, 2014, 2015 et 2016.
Le club remporte la phase de qualifications de la zone A de l'UFOA de la Ligue des champions féminine 2021, se qualifiant ainsi pour la phase de groupes de la première édition de cette compétition continentale.

### Basket-ball
L'équipe masculine de basket-ball de l'AS Mandé est lors de la saison 2021-2022 vice-championne du Mali et finaliste de la Coupe du Mali.

## Palmarès

### Football

#### Section masculine
- Coupe du Mali
  - Finaliste : 1991

#### Section féminine
- Championnat du Mali
  - Champion : 2017, 2021, 2022 et 2023
- Coupe du Mali
  - Vainqueur : 2012, 2014, 2015, 2016 et 2022
  - Finaliste : 2021, 2023

### Basket-ball

#### Section masculine
- Championnat du Mali
  - Vice-champion : 2022
- Coupe du Mali
  - Finaliste : 2022